# 岩本眞二
岩本 眞二（いわもと しんじ、1962年9月12日 - ）は、日本の実業家。スタイライフ創業者で、同社代表取締役社長や、馬里邑取締役副社長を経て、マルコ代表取締役社長。

## 人物・来歴
大阪府出身。1985年神戸商科大学（現兵庫県立大学）卒業、ニチメン（現双日）入社。アメリカ駐在を経て、2000年ニチメンメディア出向。2000年企業内起業により、スタイライフを創業した。2001年ニチメンメディア代表取締役社長。2004年スタイライフ代表取締役社長。2008年ハイマックス（現豆腐の盛田屋）代表取締役社長。2013年AXES取締役社長。同年からエンジェリーベ取締役副社長を務め、単月黒字化を達成した。2014年馬里邑取締役副社長。同年エンジェリーベ代表取締役社長。2015年夢展望取締役。2016年健康コーポレーション（現RIZAPグループ）取締役、マルコ専務取締役。2017年マルコ代表取締役社長。2018年MRKホールディングス代表取締役社長。2019年RIZAPグループ執行役員。